# 艾爾達
艾爾達 Eldar，意思是星辰的子民，原本指所有精靈，西迁时期，则指愿意遵从维拉召唤的精灵，拒绝前往維林諾的精靈則稱亞維瑞 Avari（不愿意的）。而成功到达维林诺的精灵被称为光之精灵。